# NGC 6077
NGC 6077 is een elliptisch sterrenstelsel in het sterrenbeeld Noorderkroon. Het hemelobject werd op 24 juni 1864 ontdekt door de Duitse astronoom Albert Marth.

## Synoniemen
- UGC 10254
- MCG 5-38-24
- ZWG 167.35
- NPM1G +27.0518
- PGC 57408